# Calliotropis aeglees
Calliotropis aeglees là một loài ốc biển, là động vật thân mềm chân bụng sống ở biển thuộc họ Calliotropidae.

## Miêu tả
Loài này có vỏ dài 7.6 mm

## Phân bố
Chúng phân bố ở Gulf of Mexico and along Puerto Rico